# Сибата (Ниигата)
Сибата (яп. 新発田市 Сибата-си) — город в Японии, расположенный в центральной части префектуры Ниигата. Город основан 1 января 1947 года путём предоставления посёлку Сибата уезда Китакамбара статуса города. 7 июля 2003 года в состав города был включён посёлок Тоёура уезда Китакамбара, а 1 мая 2005 года — посёлок Сиундзи и село Кадзикава того же уезда.
Площадь города составляет 532,82 км², население — 98 974 человека (1 августа 2014), плотность населения — 185,76 чел./км².